# あるぺじお 〜きみいろのメロディ〜
『あるぺじお 〜きみいろのメロディ〜』は、2007年1月26日にSIESTAから発売されたアダルトゲーム。2005年12月9日に発売された『MOON CHILDe』（ムーンチャイルド）に続くSIESTAブランドの第2作。前作とは全く趣旨の違う「初恋体験」をジャンルとした作品。
携帯美少女ゲーム配信サイト「美少女☆クオリティ」にてフルボイスの本編とサイドストーリーが配信されている。

## 概要
初回限定版『あるぺじお〜きみいろのメロディ〜 初回限定メモリアルパック』にはあきら、きみづか葵、硯、西E田、蓮見江蘭などの原画家による描き下ろしイラストが収録された『あるぺじお初恋ファンブック』と榊原ゆいの歌うオープニングテーマ『ボクノセカイ』（フルコーラス）・エンディングテーマ『私の歩幅で』・『ボクノセカイ-inst ver-』を収録した『あるぺじお 初恋MEMORIAL DISC』が付属。さらに、ソフマップでは『ボクノセカイ』のアレンジバージョン等が収録されたディスク『Yui REMIX』も付属。
クラシック音楽をテーマとした恋愛アドベンチャーゲームで、攻略可能なヒロイン数は5人。タイトルの『あるぺじお』(Arpeggio)は「分散和音」を意味するクラシック音楽用語で作品内で結成されるアンサンブルユニットの名でもある。なお、公式サイトのURLやゲーム内の表示では一部"Alpeggio"となっているがこれはイタリア語で「アルプス山脈などの高山における夏季の放牧」を意味する言葉であり、誤り。
エンディング数は5人のヒロイン1人につきハッピーエンドとバッドエンドが1つずつ、計10。

## あらすじ
音楽の盛んな町「ゆきかぜ町」にあるエスカレーター式の学校「ゆきかぜ学園」に通う少年「朝風陸」。双子の兄「海」と共に音楽家夫婦の間に生まれた彼は幼いころからずっとバイオリンを続けていた。10月のある日、彼は学園のアイドル的な美少女「北見ちさと」が何やら物思いにふけっているのを目にする。その日から陸は彼女のことが妙に気になりだし、バイオリンの演奏も思い通りにゆかなくなる。やがて自分がちさとに片想いをしているのだと気付く陸であったが、所詮自分と彼女では釣り合わないのだとあきらめる。
数日後、陸がいつも聴いているラジオ番組『SMILE WAVE』で「音楽仲間になってくれるゆきかぜ学園の生徒を募集している」という葉書が読み上げられた。興味を抱いた陸は待ち合わせ場所であると言う町の喫茶店「レント」を訪れる。そこにやってきたのは陸が憧れていた少女・ちさとだった。仲間を探していたのはちさとであり、番組に投稿したのは彼女の親友でレントの看板娘でもある少女「双川なるみ」だった。聞くところによると二人はその年のクリスマス・イブの日に町の「ゆきかぜホール」で開かれる有名なコンクール「ホワイト・アンサンブル」への出場を希望しており、そのためのユニットを組んで欲しいとのことだった。
自分ごときの実力ではレベルの高いホワイト・アンサンブルに出られるわけがないということと、年齢資格も満たしていないということから一瞬断ろうとした陸だったが、ちさとにあまりにも切実に頼まれたことにより、思わず引き受けると言ってしまう。
ピアノが弾ける双子の兄「海」にも是非協力して欲しいと言われた陸は、その日の出来事を兄に話す。気難しい性格の兄が引き受けるわけがないと思っていた陸であったが、意外にも海は素直に参加すると語った。こうして、陸・海・ちさと・なるみの4人で結成されたユニットはホワイト・アンサンブル出場のため練習を開始することになった。

## 登場人物
朝風 陸（あさかぜ りく）
声：なし/楽器：バイオリン
「ゆうらぎ町」に暮らす本編の主人公。指揮者の父とピアニストの母との間に生まれた少年で、幼い頃からバイオリニストを目指してきた。地道な努力家で演奏の腕もなかなかのものだが、「海」という名の双子の兄に敵わないことにコンプレックスを抱いている。内気で純情な性格で異性の前ではあがりやすく、思ったことがすぐ顔に出てしまうため嘘をつくことも苦手。心臓が弱く激しい運動ができないため体育の授業はいつも欠席している。DJ・MAOがパーソナリティを務める海賊放送のラジオ番組『SMILE WAVE』が好きでいつも欠かさず聴いている。なお、陸と海の苗字はゲーム開発当初「朝風」ではなく「疋田（ひきた）」であり、いくつかの雑誌でも「疋田陸」「疋田海」と紹介されていた。
朝風 海（あさかぜ かい）
声：???/楽器：ピアノ
陸の双子の兄で学園では陸と同じクラス。眼鏡をかけている。陸とは逆に自由気ままな性格で努力することは嫌いであり、女の子の家に外泊することもしばしば。ピアノが専門だがバイオリンをはじめ、多くの楽器を自在に弾きこなすことができ、その腕前は陸より上。しかし勉強や料理など音楽以外のこと全般が苦手である。デリカシーがなく無愛想で言葉遣いが悪いため、相手を苛立たせるようなことを言うことも多い。しかし、陸に言わせれば単に素直でないだけで本当は優しい性格だとのこと。
北見 ちさと（きたみ ちさと）
声：榊原ゆい/楽器：フルート
陸たちの通う「ゆきかぜ学園」で同学年の少女。実家が裕福な上、成績優秀でおとなしく、学園のアイドル的存在。しかし意外とドジでそそっかしいところもあり、料理などは苦手である。やや臆病でもあり、雷や地震にも怖がりやすい。幼い頃に母親を亡くし、その形見であったフルートをほぼ独学で体得した。今回はある強い思いから、「ホワイト・アンサンブル」への出場を目指している。陸・海・ちさと、そしてちさとの親友「なるみ」の4人で結成されたユニットは、ちさとの提案により『あるぺじお』と名づけられた。
双川 なるみ（ふたがわ なるみ）
声：青山ゆかり/楽器：ヴィオラ
「ゆきかぜ学園」の女生徒で、ちさとの親友。ちさとのことを「ちーちゃん」と呼ぶ。ツインテールの髪が特徴。ゆきかぜ町にある喫茶店「レント」のマスターの娘であり、不器用で料理が苦手な父親に代わって、店のメニューの管理を担当している。父親の本職がピアノ調律師であることから、クラシック音楽にも親しんでいる。明朗快活で気が強く負けず嫌いな性格で、口の悪い海と言い争いになることが多い。ちさとに好意を寄せている陸のことを応援している。
泡坂 晴（あわさか はる）
声：大花どん/楽器：チェロ
陸・海のクラスメートの少女。自分のことを「ハル」と呼ぶ。体は小さいが度胸は大きく、いつも正々堂々とした態度で海に「ちびっこ」と言われると怒り出す。勘が鋭く陸が悩んでいるのを見抜くのが得意。ぶっきらぼうでやや乱暴な話し方をするが、努力家で成績は学年で常に10位以内。上級生からも人気があり、ホワイト・アンサンブルに出場できる年齢に達していない陸たちのため、学園の先輩らに学生証の名義を借りてきてくれた。当初は音楽とは縁がなく、陸達のことを陰で支えていた。
広瀬 絢（ひろせ あや）
声：鈴田美夜子/楽器：バイオリン
高名な音楽家・広瀬丈の娘。幼少の頃から海外に渡っており「スウェーデンの妖精」と呼ばれるほどの天才バイオリニスト。陸達と同い年にして既にCDも出している。交換留学生として「ゆきかぜ学園」にやってくるが、海外生活が長かったためやや日本語はぎこちない。
六人部 更紗（むとべ さらさ）
声：海原エレナ
ゆきかぜ学園の音楽教師にして朝風家の居候。陸の父の古い知り合いの娘であり、音楽旅行で普段家にいない両親に代わり、陸と海の保護者となっている。陸と海からは「むー姉ちゃん」と呼ばれている。親しみやすさと面倒見の良さから生徒からの人気は高い。しかし、妙に規則に厳しいところもあるため、陸と海は更紗にホワイト・アンサンブルのことは内緒にしている。
MAO（マオ）
声：???
ゆきかぜ学園で人気のあるラジオ番組『SMILE WAVE』のパーソナリティを務める女性DJ。若者達の心をうまくつかんだトークで高い人気を集めている。番組内では自分のことを青い目を持つクォーターのお姉さんだと言っているが、番組は公開録音されたこともないため、その姿は誰も知らない。

## SMILE WAVE
ゲーム内で放送される人気ラジオ番組『SMILE WAVE』は地域密着型のローカル番組であり、他の民放番組に負けないほどの人気があるという設定。ちさとやなるみの出した投稿葉書が取り上げられることもあり、ゲーム本編のストーリーと大きく関わってくる。
番組内容は毎回3〜4件ほどの投稿葉書をDJのMAOが読み上げ、それに答えるという内容。主に十代の読者からの悩み相談などが多い。その他に毎回1曲音楽が流される。曲目はCooRieの『君とナキムシ』、橋本みゆきの『ありがと!』などランティス所属アーティストによるものや、他社のアダルトゲーム関連楽曲である。投稿葉書の内容と曲目はゲームをプレイする度にランダムで変化する。
なお、この番組を模した同名のインターネットラジオ番組がランティスウェブラジオで配信されていた。内容はリスナーからの投稿（本当の投稿かどうかは不明）、ランティスの最新楽曲、本ゲームおよびランティスに関する告知など。ゲーム内番組でのトークはFMラジオのDJを思わせるスマートなものであるが、インターネットラジオの方ではコメディタッチのものとなっていた。

## 制作スタッフ
- 原画 - 雨音颯、ゆきうさぎ
- シナリオ - 岡崎綾瀬、眼鏡友の会/E.C
- 音楽 - Manack
- 主題歌ボーカル
  - オープニングテーマ「ボクノセカイ」 - 榊原ゆい
  - エンディングテーマ「私の歩幅で」 - 海原エレナ
- 制作 - SIESTA